# Moskvič 407
Moskvič 407 (rusky Москвич-407) byl osobní automobil vyráběný automobilkou MZMA (Moskevský závod malolitrážních automobilů) od roku 1958 do roku 1963.
Byl to modernizovaný Moskvič 402 s novým motorem. Motor byl řadový čtyřválec OHV s výkonem 33 kW (45 koní) o objemu 1375 cm³. V roce 1960 se vyměnila převodovka.
Roku 1963 proběhl facelift, znovu se změnila převodovka a karoserie a vůz se přejmenoval na Moskvič 403.

## Moskvič 423

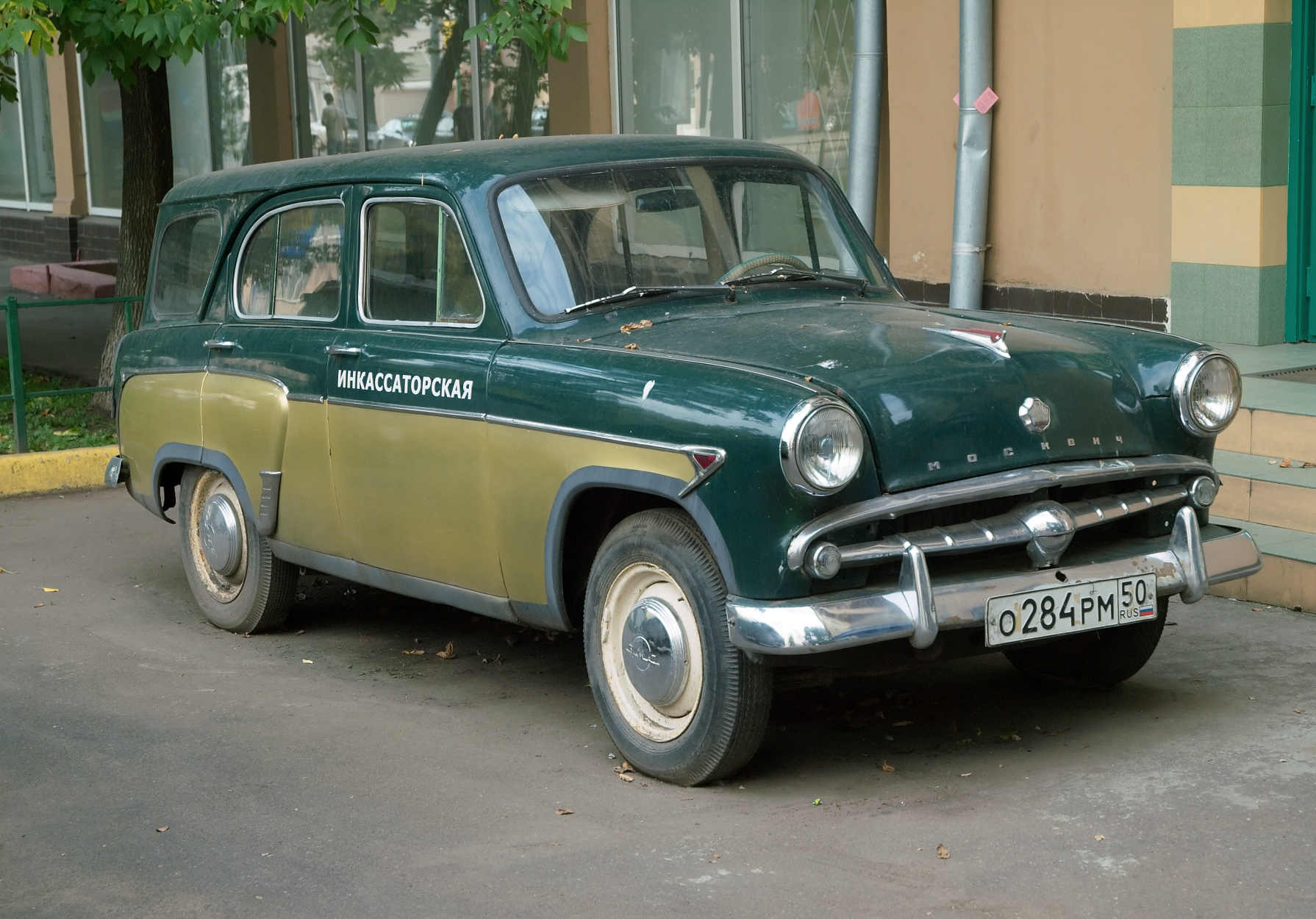
Moskvič 423

Od roku 1957 byl vyráběn Moskvič 423. Jednalo se o kombi postavené na bázi Moskviče 402. O rok později byl modernizován stejně jako Moskvič 407. V roce 1963 ho nahradil typ 424